# ذنب قیطس جنوبی
ذَنْب قیطِس جنوبی یا اتا نهنگ یک ستاره است که در صورت فلکی نهنگ قرار دارد.